# Székelypetőfalva
Székelypetőfalva (1899-ig Petőfalva, románul Peteni) falu Romániában, Kovászna megyében.

## Fekvése
Kézdivásárhelytől 10 km-re délre, a Feketeügy bal partján fekszik.
Zabolához tartozik.

## Története
Helyén már a 12. században volt település, melynek temetőjét feltárták. Írott forrásban először 1567-ben említik Peteofalva néven. Egykori lakói a zabolai Mikes család jobbágyai voltak, akik 1848-ban szabadultak fel. Kápolnája 18. századi lehet, korábban temploma nem volt. A falu borvizeiről híres, borvizes fortyogóját régebben strandként is használták, 1889-ig pedig gyógyfürdő működött itt.
1910-ben 341 magyar lakosa volt. A trianoni békeszerződésig Háromszék vármegye Orbai járásához tartozott. 1992-ben 160 lakosából 102 magyar és 58 cigány volt.